# Sitkalidak
Sitkalidak  è un'isola dell'arcipelago Kodiak ed è situata nel golfo dell'Alaska, (USA). Si trova vicino alla costa sud-orientale dell'isola Kodiak di fronte alla cittadina di Old Harbor. Amministrativamente appartiene al Borough di Kodiak Island ed è disabitata.
L'isola è lunga 29 km e larga 24 km, ha una superficie di 300,84 km² e il suo punto più alto tocca i 482 m.

## Storia
L'isola fu chiamata Kukan o Kunakan da Joseph Billings nel 1794; Isla de Soto da Galiano nel 1802; Salthidack da Lisjanskij nel 1805; fu registrata come Syakhlidok nel 1826 dal tenente Saryčev e Syatkhlidak da Teben'kov nel 1852.